# Sint-Johanneskathedraal (Lublin)
De Sint-Johanneskathedraal in Lublin (Pools: Archikatedra św. Jana Chrzciciela i św. Jana Ewangelisty; Aartskathedraal van de heilige Johannes de Doper en de heilige Johannes de Evangelist) werd tussen 1592 en 1617 als jezuïetenkerk gebouwd. Het was een van de eerste barokke kerken in Polen. Sinds het begin van de 19e eeuw was het de kathedraal van het bisdom en sinds 1992 is de kerk de kathedraal van het aartsbisdom Lublin.

## Geschiedenis

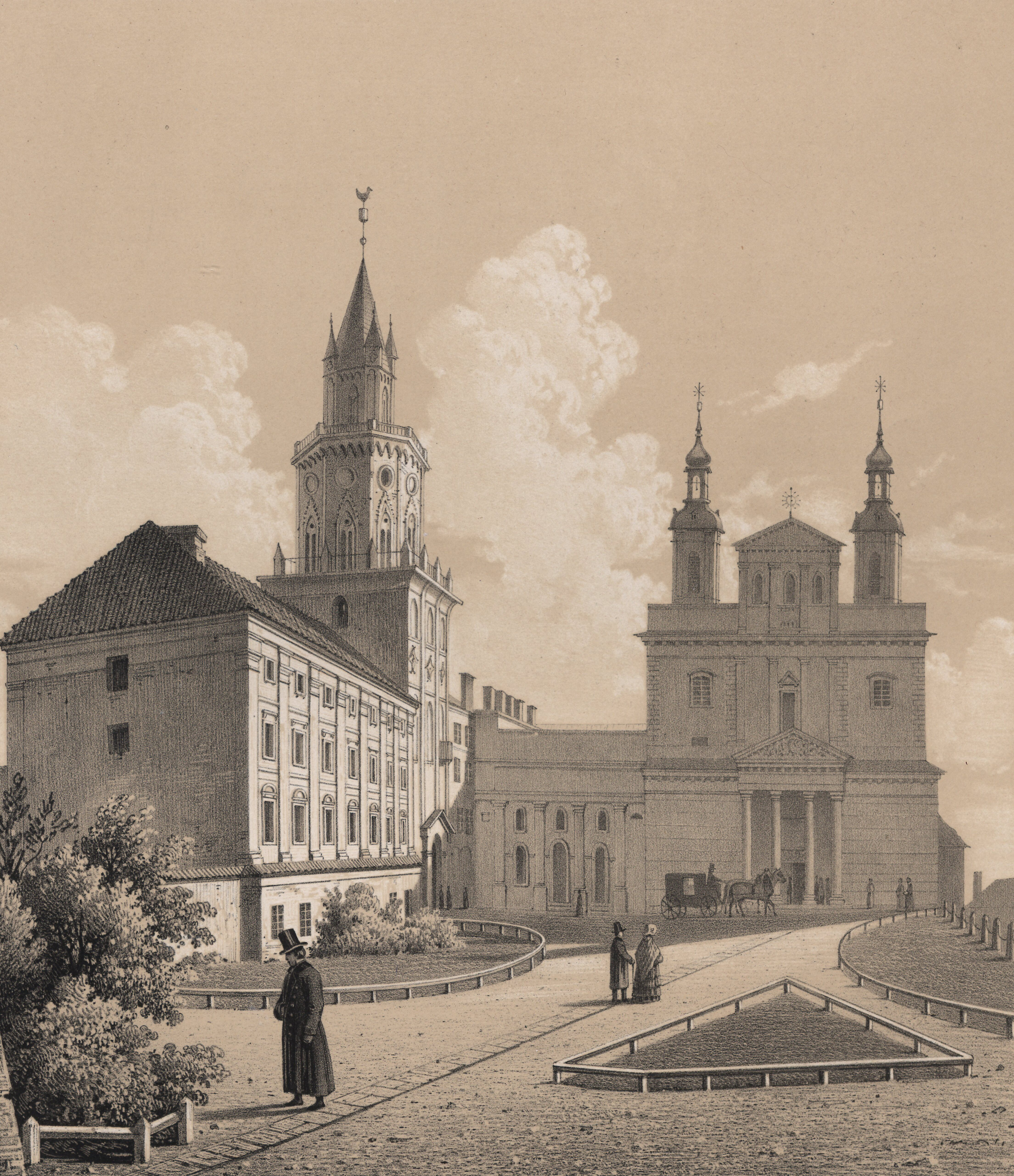
De kathedraal in 1860

De kerk werd tussen 1592 en 1617 als kerk van de jezuïeten gebouwd. Het ontwerp naar het voorbeeld van de Il Gesù in Rome stamt van Giovanni Maria Bernadoni. De Johanneskathedraal geldt als een van de eerste barokke kerkgebouwen in Polen. Het betreft een drieschepige basiliek met een breed middenschip. 
Opvallend is de zogenaamde fluistersacristie. De akoestiek is zodanig dat zelfs het kleinste geluid duidelijk te horen is. De kerk heeft een crypte met de graven van de bisschoppen en andere geestelijken.
Na een brand in 1752 werden de bovenste verdiepingen van de beide torens en een voorhal gebouwd. Bij de oprichting van het bisdom Lublin in 1805 werd de kerk tot kathedraal bestemd. Tegelijkertijd werden de gebouwen van het jezuïetenklooster afgebroken. Sindsdien ligt de kathedraal aan een groot plein. In 1820 werd de classicistische zuilenporticus aangebouwd. De vroegere kloosterpoort uit de 17e eeuw werd tot een 40 meter hoge klokkentoren verbouwd. De toren draagt de naam Drievuldigheidstoren. Ook in het interieur werden aanpassingen uitgevoerd. Rijen kapellen verdelen de beide zijschepen.     

## Interieur
In de kerk zijn de illusionistische beschilderingen van Josef Mayer vermeldenswaardig. Ze dateren uit de tijd rond 1757 en stellen de apocalyps, de kerkvaders en jezuïtische heiligen voor. Ook de sacristie en de schatkamer zijn kleurrijk beschilderd. Uit de 17e eeuw stamt de marmeren grafkapel voor de leden van het tegenwoordig uitgestorven vorstengeslacht Olelkowicze-Słuccy. Het hoogaltaar is eveneens van deze periode. De twee grote schilderijen van het Laatste Avondmaal en het Gastmaal van Herodes werden gemaakt door Franciszek Lekzycki.

## Het wonder van Lublin

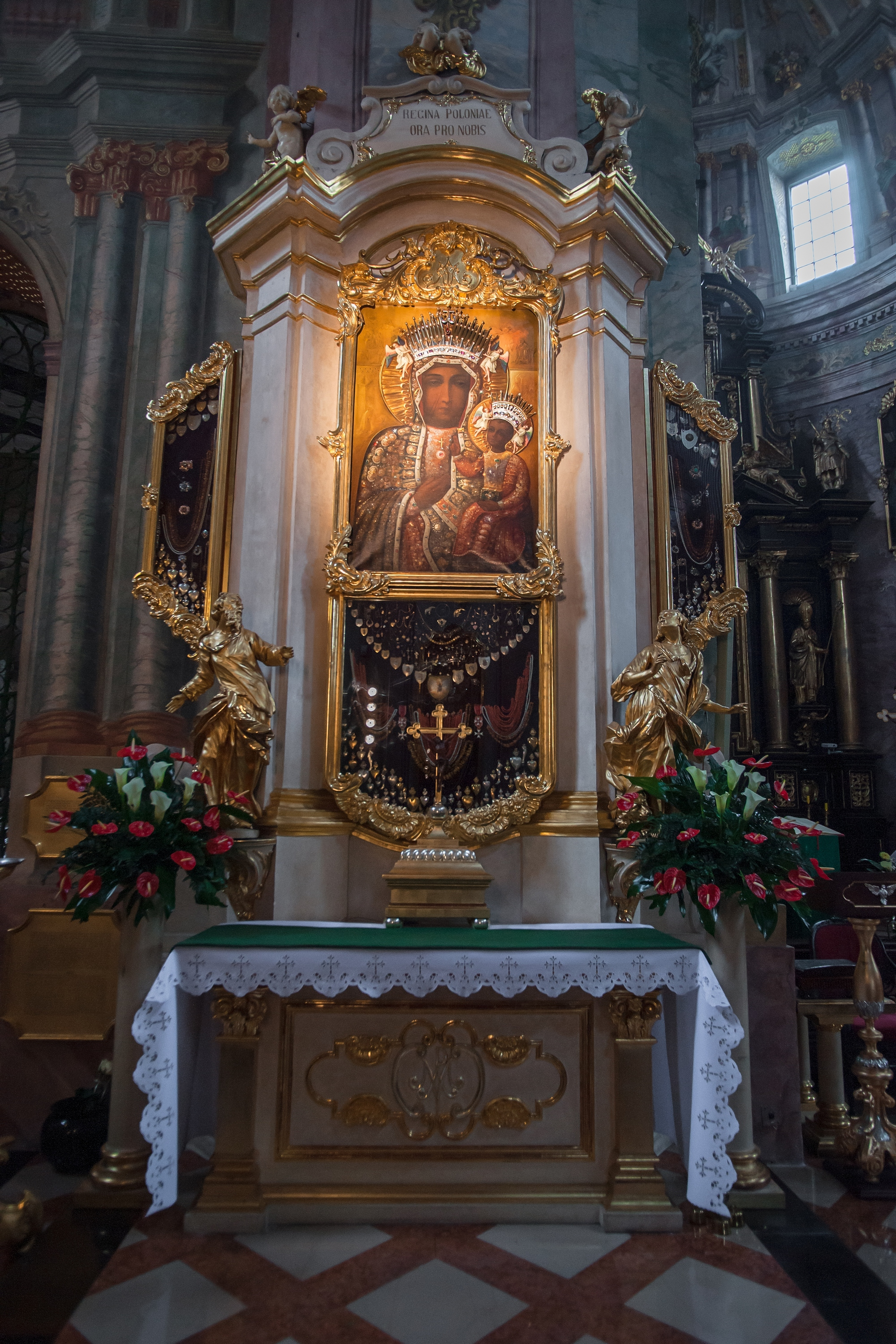
De afbeelding van Onze-Lieve-Vrouw van Częstochowa, die in 1949 voor veel ophef zorgde

In een van de altaren bevindt zich een gekroonde kopie van de icoon van de Zwarte Madonna van Częstochowa. In een periode dat het regime de macht wilde vestigen en het land overgoot met een atheïstische doctrine, kondigden de eerste moeilijkheden zich met een bevolking aan, die voor de overgrote meerderheid diep katholiek was. 
Op zondag 3 juli 1949, toen er veel mensen in de kathedraal aanwezig waren en er verschillende mensen bij het beeld van Onze-Lieve-Vrouw van Częstochowa in gebed verzonken waren, merkte een kloosterzuster met de naam Barbara in het rechteroog van de Moeder Gods plotseling donkerrode druppels op. Toen de zuster naar de sacristie liep om er over haar waarneming te vertellen, wilde niemand haar in eerste instantie geloven. Bij de plaats aangekomen zag de priester een menigte staren naar de icoon en veel getuigen bevestigden het verhaal van zuster Barbara: de Moeder Gods huilde tranen van bloed. 
Het nieuws van het wonder verspreidde zich als wildvuur. Vrijwel onmiddellijk begonnen mensen zich met drommen tegelijk naar de kathedraal te begeven. Ze zongen liederen en gebeden en iedereen wilde de miraculeuze afbeelding zien. Meer en meer mensen trokken naar de kerk, niet alleen uit Lublin of de regio, maar uit alle windstreken van het land. Een week later, op 10 juli, verzamelde zich een menigte van 20.000 mensen op het plein van de kathedraal. Het communistische regime, dat het christendom associeerde met bijgeloof, zag in de gebeurtenissen een gevaarlijk fenomeen, waartegen maatregelen moesten worden genomen. In de pers werd in een lastercampagne tegen de kerk het bovennatuurlijke voorval belachelijk gemaakt. Er werd geschreven over de achterlijkheid van de mensen die in zulke wonderen geloven en de pelgrims werden weggezet als "een meute", "domme boeren", "naïeve onwetenden". De bisschop van Lublin werd gedwongen om te verklaren dat er geen sprake was van een wonder. Om de toeloop verder te beteugelen werd Lublin afgegrendeld. Op last van de overheid werd de verkoop van treinkaartjes naar Lublin gestaakt en het leger en politieagenten werden langs wegen ingezet om de pelgrims de doorgang te hinderen. De autoriteiten gaven een verklaring af dat de tranen van Maria te maken hadden met vochtproblemen in de kerk als gevolg van beschadigingen in de oorlog.
De toeloop werd echter zo groot, dat er op 13 juli een tragisch ongeval plaatsvond. In verband met de renovatiewerkzaamheden aan de kerk stonden er bouwsteigers. Iemand in de menigte veroorzaakte grote paniek door te roepen dat de steigers dreigden in te storten. In de chaos die daarna door de vluchtende menigte ontstond zou de 21-jarige Helena Rabczuk overlijden en 19 mensen verwondingen oplopen. Alhoewel het bewijs ontbrak, verdacht men informanten en provocateurs van het regime ervan deze chaos opzettelijk te hebben gecreëerd.
Op zondag 17 juli organiseerde de communistische partij een demonstratie tegen de "reactionaire clerus". De gescandeerde leuzen werden door de megafonen zo versterkt, dat ze in alle kerken van het centrum van Lublin te horen waren. Nadat de missen in de kerken waren gevierd en de gelovigen de straten vulden, begonnen de arrestaties. Politieagenten blokkeerden de straten van het centrum en dreven mensen in de trucks die klaarstonden. Veel mensen werden tijdens de razzia's opgepakt en na enkele uren weer vrijgelaten. Anderen bleven langer in arrest. Ook twee priesters werden opgepakt en valselijk beschuldigd van de dood van Helena Rabczuk.   
In augustus kwamen de autoriteiten met een verklaring voor de vraag hoe het wonder zo snel in alle hoeken van het land bekend werd en wie er achter de verspreiding van het fantastische gerucht zat. Via de Poolse radio liet men weten dat het wonder van Lublin was georganiseerd door een reactionaire kliek geestelijken die heulde met de vijanden van de Volksrepubliek Polen. Dit was volgens de autoriteiten geen uiting van geloof, het was een georganiseerde demonstratie van middeleeuws fanatisme voor doeleinden die niets met religie te maken hadden. 
De gebeurtenissen hadden het atheïstische regime echter eens te meer duidelijk gemaakt dat de totale controle over alle aspecten van de samenleving nog verre van gerealiseerd was.
De icoon van de Moeder Gods van Lublin werd op 16 juli 1988 van kroontjes voorzien. 

## Afbeeldingen

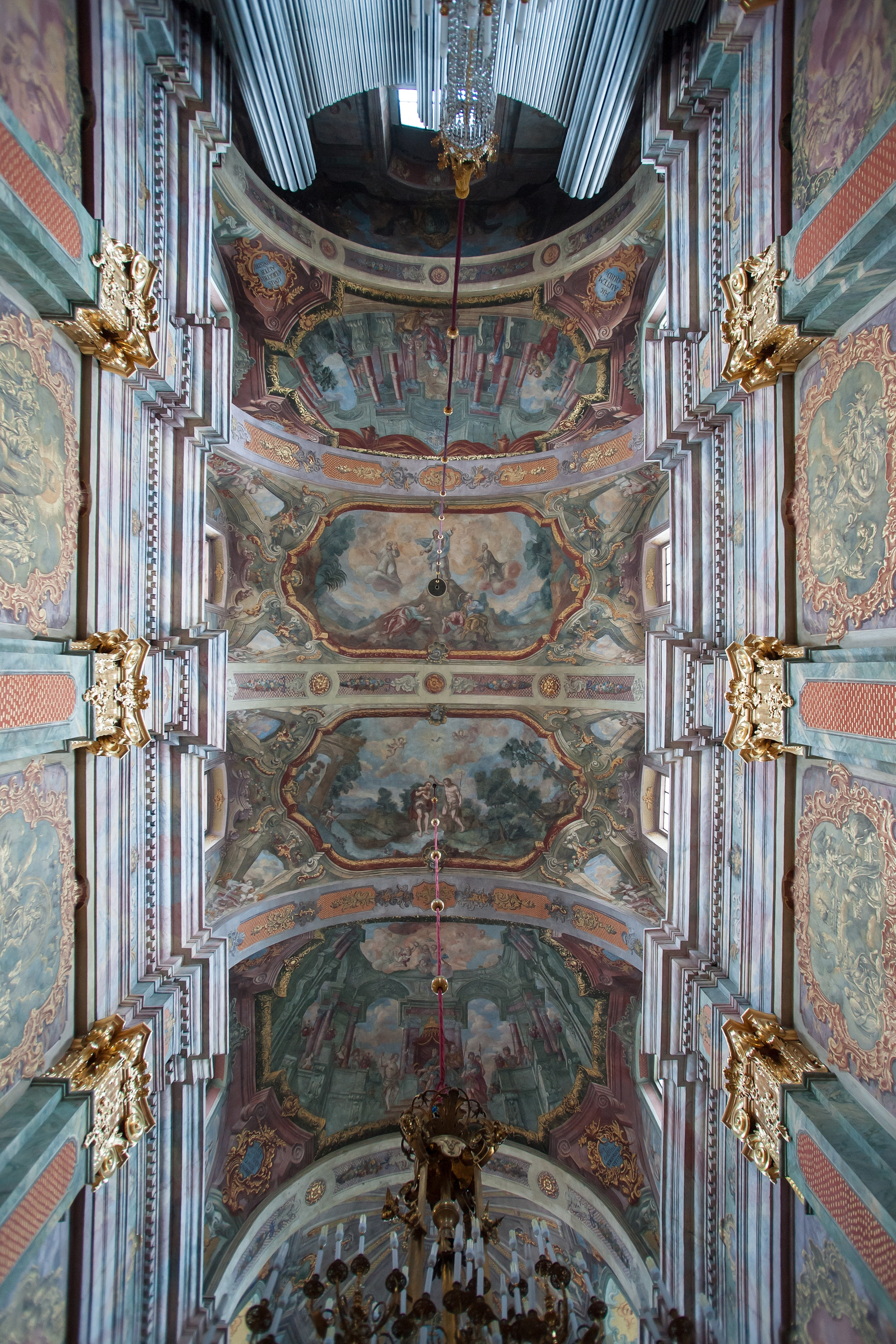
Gewelven
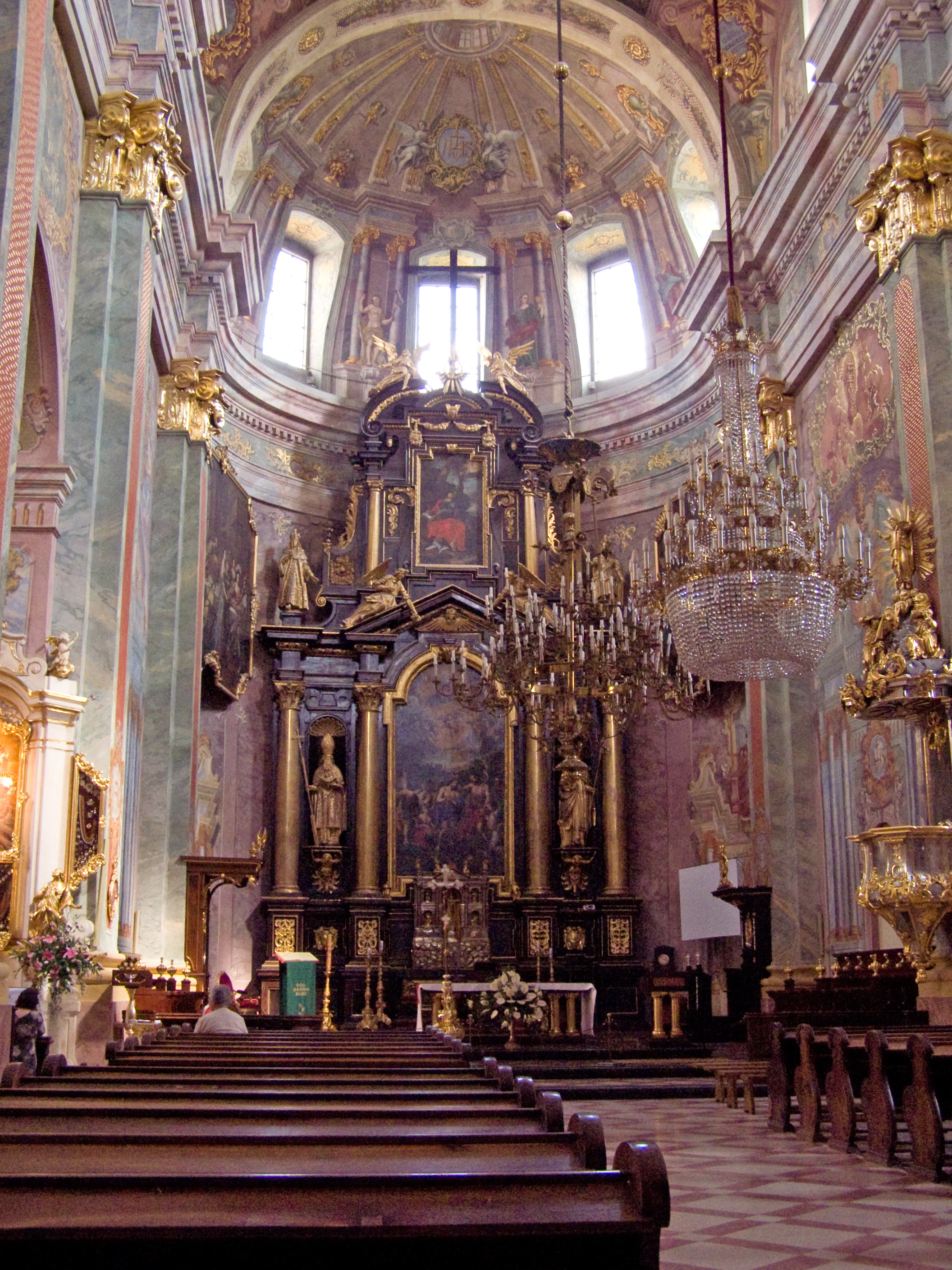
Hoogaltaar
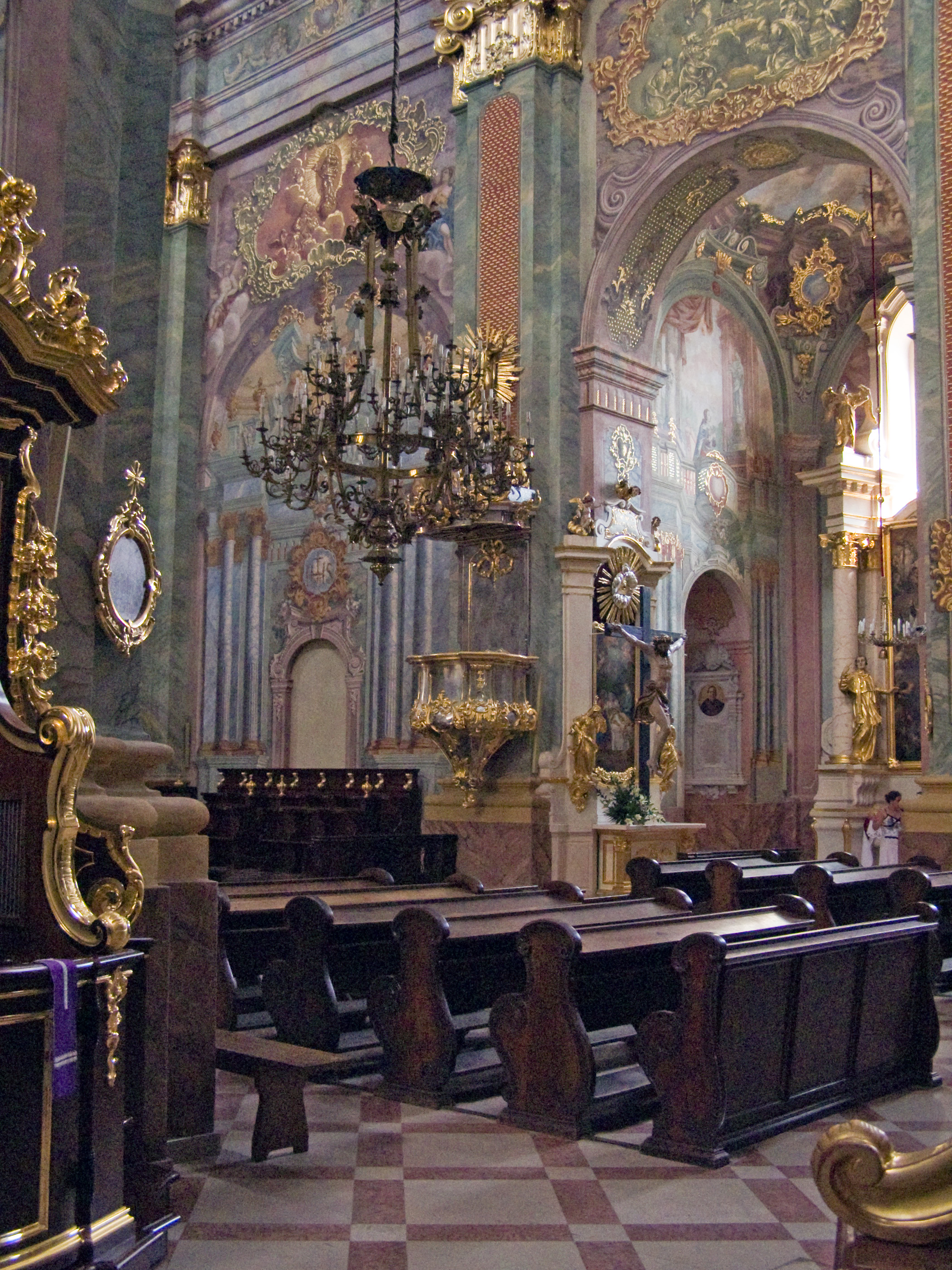
Middenschip
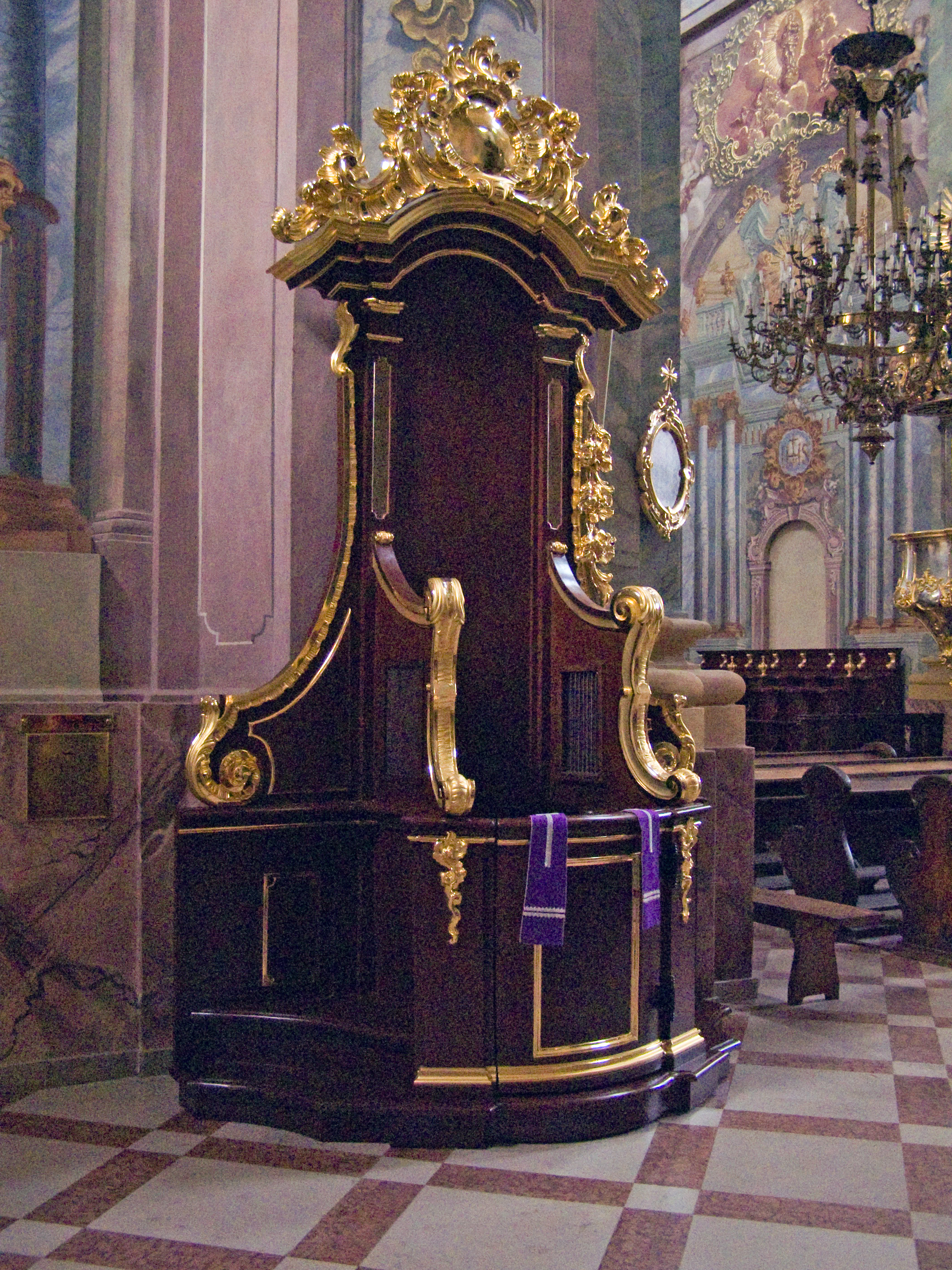
Biechtstoel
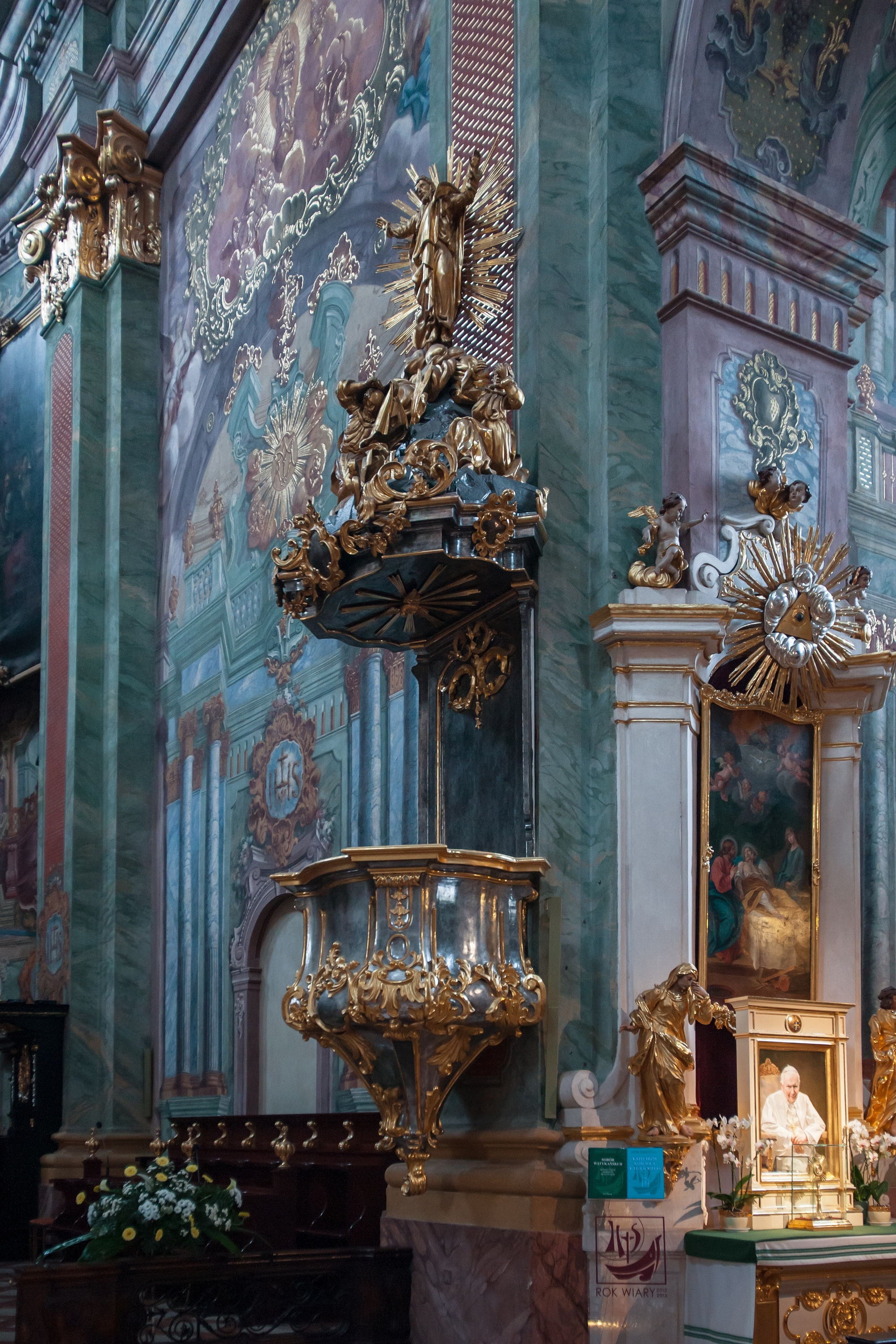
Kansel